# 阿本 (愛達荷州)
阿本（英語：Arbon）是位於美國愛達荷州鮑爾縣的一個非建制地區。該地的面積和人口皆未知。

## 地理
阿本的座標為42°27′21″N 112°34′06″W / 42.45583°N 112.56833°W，而該地的平均海拔高度為1578米（即5177英尺）。